# فالنتينا مارتينيز (عارضة أزياء)
فالنتينا ديل بيلار مارتينيز لاندكور (من مواليد 9 مارس 2000) هي عارضة أزياء وصحفية وحاملة لقب ملكة جمال فنزويلية والتي توجت ملكة جمال فنزويلا الكبرى 2022. لقد مثلت ولاية أنزواتغي في المسابقة. بعد فوزها في المسابقة الوطنية، شاركت في مسابقة ملكة جمال الدولية الكبرى 2023 في فيتنام، ولكن لم تستطع الحصول على أي مركز.

## نشأتها
اعتبارًا من عام 2023، كان مارتينيز طالبة في هندسة الأنظمة في جامعة سانتا ماريا في برشلونة، أنزواتيغي. حصلت على درجة البكالوريوس في الاتصالات الاجتماعية. وهي هي عضو نشط في المركز الجاليكي في ليشيريا.

## مسابقات الجمال

### ملكة جمال فنزويلا الكبرى 2022
بدأت مارتينيز رحلتها في عالم المسابقة بفوزها بلقبها الأول بصفتها ملكة جمال أنزواتيغي الكبرى 2021 ممثلة مدينة بيريتو في 14 ديسمبر 2021، في فندق ماريماريس مارينا آند سبا في ليشيرياس، أنزواتيغي. وتنافست مع 17 متسابفة آخر للحصول على تصويت ملكة جمال الشعبية وجائزة أفضل وجه.
ثم شاركت في مسابقة ملكة جمال فنزويلا الكبرى 2022 التي أقيمت في 13 أغسطس 2022، في مسرح بلدية كاراكاس حيث توجت أخيرًا ملكة جمال فنزويلا الكبرى 2022 على يد فانيسا كويلو، ملكة جمال فنزويلا الكبرى 2021.